# Капан
 Тази статия е за ловното устройство.  За селището вижте Капан (Франция).  
Капанът (тюрк. kapkan) е приспособление за лов на животни, състоящо се от една или няколко пружини, челюсти, захващащи шията или лапата на животното и пластина, привеждаща капана в действие при натиск. За удържане на капана с уловеното животно на място се използва стоманено въже или верига.
Силата при събирането на челюстите води до разкъсване на кожата, увреждания на сухожилията, а също до изкълчване на стави, счупване на кости и даже откъсване на крайник в резултат на опитите на животното да се освободи. Хванатото животно загива в течение на няколко дни от получените травми, болка, а в студените зимни месеци – от измръзване. Законите на много страни или напълно забраняват залагане на капани, или задължават стопаните им да ги проверяват на 24 часа.